# Jesús Vidal
Jesús Vidal Navarro (Leão, 26 de fevereiro de 1975) é um ator espanhol. Em 2019, ganhou o Prêmio Goya de melhor ator revelação pelo seu papel no filme Campeones.